# Pogonioefferia pallidula
Pogonioefferia pallidula là một loài ruồi trong họ Asilidae. Pogonioefferia pallidula được Hine miêu tả năm 1911. Loài này phân bố ở vùng Tân Bắc giới.